# エッチアールシー
HRC(エッチアールシー)は、2011年まで活動のあったアダルトビデオメーカー。

## 概要
日本ビデオ倫理協会（ビデ倫）加盟メーカー。
レーベルは、「Cher（シェール）」「Rouge（ルージュ）」「ZOOM（ズーム）」「Tinkerbell（ティンカーベル）」があった。
設立当初から単体女優物を制作し続け、あいだもも・白石ひとみ・白鳥慶子などの出演作で一時代を築く。
その後長い低迷期を経て、1997年12月に新世紀エヴァンゲリオンのコスプレAV『コスプレ補完計画』を発売し、AV界のアニメコスプレ作品の先駆けとなる。
2007年2月現在は、「THE FETISH OF 女子校生黒タイツ」のヒットにより作風をフェチAV路線にシフトしている。
なお、TMAとホットエンターテイメントの社長はエッチアールシー出身。
2011年を最後に新作はリリースされていない。

## 主な作品
- H秘書はナマがお好き
- 妖宴
- コスプレ補完計画
- メガネっ子女子校生はいぢめてほしい
- THE FETISH OF 女子校生黒タイツ